# Miodrag Marinović
Miodrag Arturo Marinović Solo de Zaldívar (Punta Arenas, 7 de enero de 1967) es un ingeniero, empresario y político chileno. Fue diputado de la República por el distrito N.° 60 de la Región de Magallanes, durante el periodo 2010-2014.

## Biografía

### Infancia y estudios
Nació el 7 de enero de 1967, en la zona de Magallanes, hijo de Miodrag Marinović, ingeniero comercial y funcionario de Empresa Nacional del Petróleo (ENAP), de origen croata, y de Victoria Solo de Zaldívar (de ascendencia francesa).
Está casado con Gabriela Muñoz Rodríguez y es padre de tres hijos; Constanza, Miodrag y Tonka.
Su enseñanza básica y media la curso en el Liceo Salesiano San José de Punta Arenas, del que egresó en 1984. Continúo sus estudios en la Escuela de Negocios de la Universidad Técnica Federico Santa María, títulandose de dicha institución como ingeniero comercial en 1989.
Durante su época universitaria, fue bombero voluntario de la 3ª Compañía en Valparaíso.

### Vida laboral
En 1990, tras un viaje de perfeccionamiento a Inglaterra, se integró al Banco O'Higgins como analista de riesgo. Posteriormente, fue promovido a la Gerencia Corporativa donde se desempeñó como operador de la mesa de dinero. En 1992, volvió a Magallanes, a trabajar en el Banco Osorno como ejecutivo de cuentas de empresas.
A partir de 1994, asumió la administración de las inversiones de su familia en el área turística, ganadera y en proyectos inmobiliarios.
En 1995, inició una intensa labor gremial en diversos ámbitos del sector productivo. Fue dirigente gremial de la Cámara de Comercio y de la Confederación de la Producción y el Comercio (CPC) de la Región de Magallanes. En dichas actividades, trabajó en conjunto con la Central Única de Trabajadores (CUT) y la Unión Comunal de Juntas de Vecinos, defendiendo los intereses regionales y de los trabajadores.
En 2003, luego que su familia adquiriera la estancia «Pecket Harbour», asumió la administración del negocio. También, administra alrededor de 300 mil hectáreas en la Patagonia donde destaca «Cabo Froward», 90 mil hectáreas de terrenos vírgenes, fiordos, glaciares e islas donde proyecta crear un parque natural privado.
En 2008, participó en la gestión comercial del diario El Pingüino de Punta Arenas.

## Vida política
Fue candidato a diputado por el distrito N.°60, que es correspondiente a las comunas de Antártica, Cabo De Hornos, Laguna Blanca, Natales, Porvenir, Primavera, Punta Arenas, Río Verde, San Gregorio, Timaukel y Torres Del Paine, en las Elecciones parlamentarias de Chile de 2005, presentándose como independiente, pero no resultó electo.
Para las parlamentarias de 2009 volvió a presentarse como candidato en el mismo distrito y nuevamente como independiente, esta vez resultando electo, sucediendo a Rodrigo Álvarez Zenteno el 11 de marzo de 2010, para el periodo legislativo 2010-2014.
En la Cámara de Diputados, fue integrante de las comisiones permanentes de Minería y Energía; de Economía; y presidente de la Comisión Permanente de Hacienda. Además, formó parte del comité parlamentario de los Independientes. También fue elegido segundo vicepresidente de la Cámara, ejerciendo desde el 20 de marzo de 2012 hasta marzo de 2014, durante la presidencia del Nicolás Monckeberg Díaz.
En las elecciones parlamentarias de noviembre de 2013, se presentó como candidato a senador por la Circunscripción N.º 19, Región de Magallanes, en calidad de independiente, sin embargo no consiguió ser electo.

## Historial electoral

### Elecciones parlamentarias de 2005
- Elecciones parlamentarias de 2005, candidato a diputado por el distrito 60 (Río Verde, Antártica, Laguna Blanca, Natales, Cabo de Hornos, Porvenir, Primavera Punta Arenas, San Gregorio, Timaukel y Torres del Paine)[3]

### Elecciones parlamentarias de 2009
- Elecciones parlamentarias de 2009, candidato a diputado por el distrito 60 (Río Verde, Antártica, Laguna Blanca, Natales, Cabo de Hornos, Porvenir, Primavera Punta Arenas, San Gregorio, Timaukel y Torres del Paine)[4]

### Elecciones parlamentarias de 2013
- Elecciones parlamentarias de 2013, candidato a senador por la Circunscripción 19 (Magallanes)[5]